# Mirabello Sannitico
Mirabello Sannitico är en ort och kommun i provinsen Campobasso i regionen Molise i Italien. Kommunen hade 2 136 invånare (2018).